# Trichonotus elegans
Trichonotus elegans is een straalvinnige vissensoort uit de familie van de wadvissen of zandduikers (Trichonotidae). De wetenschappelijke naam van de soort is voor het eerst geldig gepubliceerd in 1984 door Shimada & Yoshino.